# Santa Maria de Copons
Santa Maria de Copons és una església barroca de Copons (Anoia) inclosa a l'Inventari del Patrimoni Arquitectònic de Catalunya.

## Descripció
S'ha accedeix per una gran escalinata. És d'una planta ample i alta, amb 3x3 capelles laterals. L'interior és una cúpula de petxina aguantada per 2 trompes a petxina.
El campanar és molt esvelt i de planta octogonal, coronat per finestretes de mig punt sobremuntades d'una barana.

## Història
Correspon a l'època de major prosperitat i expansió de Copons, com fou el segle xviii, gràcies a l'activitat comercial de la vila. Va ser l'època d'expansió urbanística d'aquest centre.